# ما وراء التحيز والحواجز
ما وراء التحيز والحواجز: تحقيق إمكانيات المرأة في العلوم الأكاديمية والهندسة (ISBN 0309100429) هو تقرير رئيسي عن مركز المرأة في العلوم من الأكاديمية الوطنية للعلوم بالولايات المتحدة نُشر في عام 2006 ويدرس عن كثب البيانات والتفسيرات المقترحة والاستجابات المحتملة للقلة النسبية للمرأة في التعليم العالي في العلوم والهندسة في الولايات المتحدة.

## التاريخ
كتبت التقرير "لجنة تعظيم إمكانات المرأة في العلوم الأكاديمية والهندسة" وهي لجنة في الأكاديمية الوطنية للعلوم. وترأست اللجنة دونا شلالا  وضمت رؤساء جامعات وممثلين وأساتذة وعلماء ومحللين للسياسات. تضمنت اللجنة: اليس م. اجوجينو ولوت بايلين وروبرت ج. بيرجينو وآنا ماري كاوس وكاثرين دي. دي أنجيليس ودينيس دينتون (الذي انتحر قبل إصدار التقرير) وباربرا غروز وجو هاندسلمان ونان كيوهان وشيرلي مالكوم وجيرالدين ريتشموند واليس م. ريفلين و روث سيمونز وإليزابيث سبيلك وجوان ستيتز وإلين ويكر وماريا ت. زوبر.
كما هو معتاد في تقارير NAS بعد أن صاغت اللجنة التقرير خضعت لعملية مراجعة الأقران داخل NAS وفي هذه الحالة تمت مراجعتها من قبل لجنة أخرى مكونة من تسعة عشر عضوًا.

## الخاتمة
يلاحظ التقرير أولاً ويوثق فجوات كبيرة بين الجنسين في جميع مراحل الأكاديمية في العلوم؛ حيث وجد أن عدد النساء في العلوم ينخفض "في كل انتقال تعليمي" من المدرسة الثانوية إلى مناصب أعضاء هيئة التدريس الثابتة بشكل كامل. على سبيل المثال؛ حصلت المرأة خلال الـ 30 سنة الماضية على أكثر من 30% درجة في الدكتوراه في العلوم الاجتماعية والسلوكية وأكثر من 20% في علوم الحياة ولكنهم يشغلون 15٪ فقط من الأستاذية الكاملة في تلك المجالات، اقلية النساء "غائبين عن الأستاذية".
ثم ينتقل التقرير لاستعراض الأفكار حول مصادر الفجوات بين الجنسين ووجد في النهاية أن المشكلة هي «التحيز اللاواعي ولكن المنتشر» وعمليات التقييم «التعسفية والذاتية» ونظام تاريخي يستند إلى تربية الأطفال والمسؤوليات الأسرية على مفهوم الزوج المهني مع ربة منزل "الزوجة"،  وجد التقرير على وجه التحديد أدلة مهمة على التحيز: تحصل النساء على أجر أقل ويتم ترقيتهن بشكل أبطأ ويحصلن على عدد أقل من مراتب الشرف و يستلمن أقل عدد من المناصب القيادية، على الرغم من إحراز تقدم في بعض المجالات فإن المرأة تكاد تكون على قدم المساواة مع الرجل في الالتحاق بمدارس الدراسات العليا في علم الأحياء، عندما يُنظر في ترقية النساء إلى منصب مُحاضر مساعد فإنهن ينجحن بنفس معدلات الرجال ولا تزال هنالك فجوات كبيرة.
وجد التقرير أن الأفكار المنتشرة حول اختلافات النساء والرجال لم تكن ذات صلة إلى حد كبير، يشمل هذا النظريات المتقدمة مثل القدرات أو التفضيلات المعرفية والتطلعات المهنية والطموح أو قضايا الإنتاجية وأخلاقيات العمل.
أخيرًا يستعرض التقرير عددًا من الحلول المحتملة ويقدم مجموعة متنوعة من التوصيات لتكافؤ الفرص و"ايقاف التسريبات" في خط الأنابيب المتسرب، تشمل هذه الخطوات أنواع مختلفة من الإصلاح التي ستساعد في التخفيف من حدة التحيزات. الأكاديمية الوطنية للعلوم
- تغيير الإجراءات الأكاديمية للتوظيف والتقييم ("الترقية والانحياز") على المستوى المؤسسي[1][3]
- دعم إضافي للآباء العاملين على المستوى المؤسسي[1][3]
- الجهود أنحاء الميدان لرصد ممارسات التوظيف[3][4]
- الجهود لإنشاء المراجعة العمياء في عمليات مراجعة الأقران للقضاء على التمييز الجنساني

وجهود أخرى.

## الاستقبال والتأثير
لقي التقرير استحسانًا على نطاق واسع  وحظي بتغطية إعلامية كبيرة  وأثار عددًا من الاجتماعات على المستوى المؤسسي في الأشهر التي تلت إصداره، تم الإشادة بنهجها المتوازن والغني بالبيانات بشكل عام  على الرغم من أن جون تيرني وهو كاتب عمود رأي في صحيفة نيويورك تايمز اقترح أن التقرير يجب أن يكون متحيزًا لأن لجنته تتكون إلى حد كبير من النساء، ردا على ذلك نفت دونا شلالا أن يكون جنس العلماء متحيزًا لنتائجهم العلمية، وأشارت إلى أنه في حين أن اللجنة نفسها كانت تتألف إلى حد كبير من النساء، فقد تمت مراجعة عمل اللجنة من قبل لجنة الأكاديمية الوطنية للعلوم المكونة من 19 شخصًا التي تضم 10 رجالًا من بينهم.
عقد عدد من المؤسسات التعليمية اجتماعات أو أنشأت لجانًا لتنفيذ التوصيات الواردة في التقرير؛ بما في ذلك جامعة هارفارد ومعهد ماساتشوستس للتكنولوجيا وجامعة تكساس وجامعة ولاية أيوا وجامعة ويسكونسن ماديسون وجامعة بوسطن وجامعة ستانفورد والمؤسسة الوطنية للعلوم.
أخذ المجلس الأمريكي للتعليم (ACE) وهو منظمة جامعة للتعليم العالي التوصية من التقرير لرصد ممارسات التوظيف ووافق على دعوة المنظمات الأعضاء فيه لدراسة طرق القيام بذلك، [4] كما عقدت الجمعية الأمريكية لتقدم العلوم (AAAS) اجتماعًا في مؤتمرها السنوي.
أشار النقاد إلى أنه عند مقارنة تمثيل المرأة في مجموعة التوظيف (الحاصلات حديثًا على درجة الدكتوراه) بالمقارنة مع المعينين حديثا (الأساتذة المساعدون)، تم استخدام التقديرات التقريبية كما هو مذكور في الملاحظات الواردة في الصفحة 17 من التقرير؛ هذا يبالغ في تقدير تمثيل المرأة واستخدامها، أحدهما أخذ تمثيل النساء بين الأساتذة من الدراسة الاستقصائية للدكتوراه المكتسبة كما لوحظ في التقرير، تجاهل ذلك جميع الأساتذة الذين حصلوا على درجة الدكتوراه في الخارج، كذلك تمثل البيانات المأخوذة من مسح الدكتوراه المكتسبة عينات ممن شملهم الاستطلاع؛ يتم إدخال تقدير تقريبي ثالث من خلال الجمع بين التخصصات التي تظهر اتجاهات معاكسة في استخدام مجموعات التوظيف الخاصة بهم، مثل الكيمياء والهندسة الكيميائية، تتوفر بيانات ومقارنات أكثر دقة من استطلاعات نيلسون للتنوع  (الجدول 11) التي تقدم مقارنات أكثر دقة من خلال إشراك جميع الأساتذة بغض النظر عن الأصل القومي عن طريق الحصول على السكان بدلاً من العينات ومعالجة التخصصات بشكل منفصل.

## اقرأ أيضاً
- المرأة في العلوم
- المرأة في الطب
- الأكاديمية الوطنية الأمريكية للعلوم